# Vankiva
Vankiva is een plaats in de gemeente Hässleholm in Skåne de zuidelijkste provincie van Zweden. De plaats heeft 363 inwoners (2005) en een oppervlakte van 44 hectare.

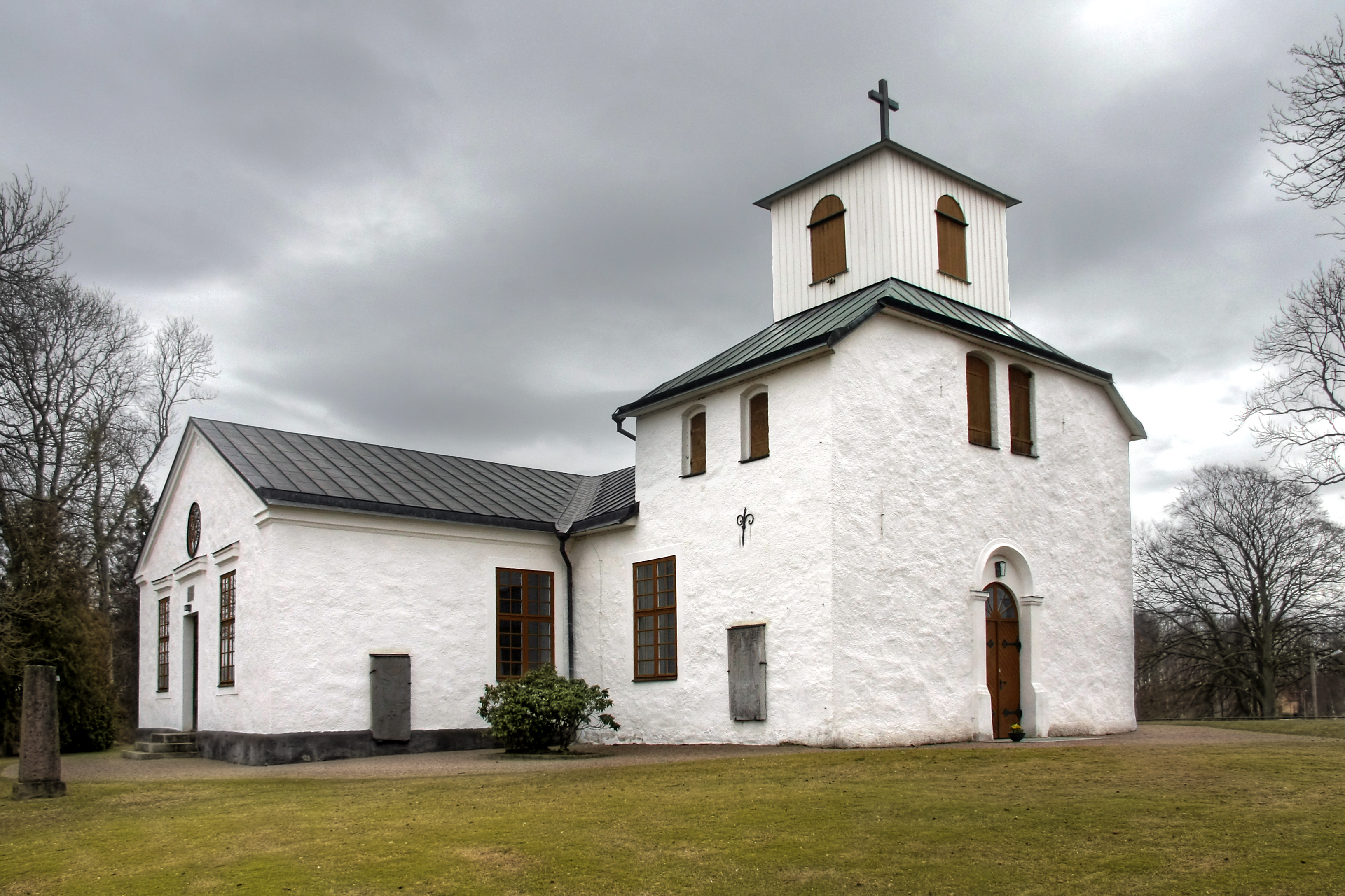
Kerk van Vankiva